# Європейська федерація хокею на траві
Європейська федерація хокею на траві (англ. European Hockey Federation, скор. EHF) — структура, що управляє європейським  хокеєм на траві . Об'єднує 45 національних федерацій. Являє  Міжнародну федерацію хокею на траві (ФІХ) в європейських країнах. Штаб-квартира знаходиться в столиці  Бельгії  Брюсселі. Президентом EHF є Марейке Фльорен (Нідерланди).

## Історія
Європейська федерація хокею на траві заснована в травні 1969 рік а в Кардіфф е (Уельс) з ініціативи національних асоціацій  Бельгії,  Іспанії,  Польщі, Уельсу і  Франції. В даний час об'єднує національні федерації 45 країн.
В 1970 рік у в  Брюсселі (Бельгія) EHF провела перший  чемпіонат Європи з хокею на траві серед чоловічих команд. Перший аналогічний  жіночий турнір пройшов в 1984 рік у в  Ліллі (Франція).
З 1976 проводяться чемпіонати Європи серед чоловічих, а з 1977 — і серед жіночих молодіжних збірних команд. З 2003 розігруються європейські першості серед юніорів в двох вікових категоріях.
З 1974 року проходять чемпіонати Європи з індорхокею.

## Президенти EHF
1969—1973 —  Пабло Негре
1974—2003 —  Ален Дані
2003—2008 —  Леандро Негре
2008—2011 —  Мартін Готрідж: З 2011 —  Марейке Фльорен

## Структура EHF
Вищий орган Європейської федерації хокею на траві — Асамблея, яка скликається раз на два роки.
Для вирішення завдань, поставлених Асамблеєю перед EHF, а також статутних вимог, делегати асамблеї строком на 4 роки обирають Виконавча рада в кількості 11 чоловік. Він збирається не рідше одного разу на рік. Керує його роботою Президент Європейської федерації хокею на траві.
Для вирішення спеціальних завдань, що стоять перед EHF, в її структурі створені постійні технічні комітети: організаційний, фінансовий, юридичний, призначень, індорхокею та інші.

## Офіційні змагання
В рамках своєї діяльності Європейська федерація хокею на траві відповідає за проведення наступних турнірів:

### Хокей на траві
- Чемпіонати Європи серед національних збірних команд — один раз в два роки по непарних роках
- Чемпіонати Європи серед молодіжних збірних команд — один раз в два роки по парних роках
- Чемпіонати Європи серед юніорських збірних команд — один раз в два роки по непарних роках (вік учасників до 18 років), один раз в два роки по парних роках (вік учасників до 16 років)
- Європейські турніри серед клубних команд (чоловіки —Кубок Чемпіонів—   Ліга чемпіонів, Кубок володарів Кубків і Trophy Challenge, жінки —  Кубок чемпіонів EHF,  Кубок володарів кубків EHF і Кубок Трофі) — щорічно

### Індорхокей
- Чемпіонати Європи серед національних збірних команд — один раз в два роки по парних роках
- Чемпіонати Європи серед молодіжних збірних команд — один раз в два роки по непарних роках
- Європейські турніри серед клубних команд ( Кубок чемпіонів серед чоловіків і  жінок) — щорічно

## Члени EHF
| - Австрія (Федерація хокею на траві Австрії) - Азербайджан (Федерація хокею на траві Азербайджану) - Англія (Федерація хокею на траві Англії) - Вірменія (Федерація хокею на траві Вірменії) - Білорусь (Білоруська федерація хокею на траві) - Бельгія (Королівська асоціація хокею на траві Бельгії) - Болгарія (Федерація хокею на траві Болгарії) - Велика Британія (Федерація хокею на траві Великої Британії) - Угорщина (Федерація хокею на траві Угорщини) - Німеччина (Федерація хокею на траві Німеччини) - Гібралтар (Асоціація хокею на траві Гібралтару) - Греція (Федерація хокею на траві Греції) | - Грузія (Федерація хокею на траві Грузії) - Данія (Союз хокею на траві Данії) - Ізраїль (Асоціація хокею на траві Ізраїлю) - Ірландія (Асоціація хокею на траві Ірландії) - Іспанія (Королівська Федерація хокею на траві Іспанії) - Італія (Федерація хокею на траві Італії) - Кіпр (Кіпрська хокейна асоціація) - Латвія (Федерація хокею на траві Латвії) - Литва (Федерація хокею на траві Литви) - Люксембург (Хокейний клуб Люксембургу) - Македонія (Федерація хокею на траві Македонії) | - Мальта (Асоціація хокею на траві Мальти) - Молдова (Федерація хокею на траві Молдови) - Нідерланди (Конфедерація хокею Нідерландів) - Норвегія (Норвезька федерація бенді) - Польща (Федерація хокею на траві Польщі) - Португалія (Федерація хокею на траві Португалії) - Росія (Федерація хокею на траві Росії) - Румунія (Федерація хокею на траві Румунії) - Сербія (Федерація хокею на траві Сербії) - Словаччина (Асоціація хокею на траві Словаччини) - Словенія (Федерація хокею на траві Словенії) | - Туреччина (Федерація хокею на траві Туреччини) - Україна (Федерація хокею на траві України) - Уельс (Федерація хокею на траві Уельсу) - Фінляндія (Асоціація хокею на траві Фінляндії) - Франція (Федерація хокею на траві Франції) - Хорватія (Асоціація хокею на траві Хорватії) - Чехія (Федерація хокею на траві Чехії) - Швейцарія (Федерація хокею на траві Швейцарії) - Швеція (Асоціація хокею на траві Швеції) - Шотландія (Шотландський союз хокею на траві) - Естонія (Федерація хокею на траві Естонії) |